# Diplock Glacier
Diplock Glacier är en glaciär i Antarktis. Den ligger i Västantarktis. Argentina, Chile och Storbritannien gör anspråk på området. Diplock Glacier ligger 581 meter över havet.
Terrängen runt Diplock Glacier är kuperad åt sydost, men åt nordväst är den bergig. Trakten är obefolkad. Det finns inga samhällen i närheten.